# غراهام دنلوب
غراهام دنلوب (بالإنجليزية: Graham Dunlop) هو لاعب هوكي الحقل بريطاني، ولد في 21 مايو 1976.

## وصلات خارجية
- غراهام دنلوب على موقع أوليمبيديا (الإنجليزية)
- غراهام دنلوب على موقع اللجنة الأولمبية البريطانية (الإنجليزية)
- غراهام دنلوب على موقع اتحاد ألعاب الكومنولث (مؤرشف) (الإنجليزية)